# Les Nègres (opéra)
Ne doit pas être confondu avec Les Nègres.
Les Nègres est un opéra du compositeur français Michaël Levinas depuis un livret écrit par lui-même, créé en 2004 à Lyon. L'histoire est inspirée de la pièce de l'écrivain français Jean Genet, Les Nègres, de 1958.

## Historique
Les Nègres, troisième opéra de Michaël Levinas, est composée entre 1999 et 2003. Il est une commande conjointe entre l'Opéra national de Lyon et le Grand Théâtre de Genève. Le livret est adapté par le compositeur lui-même, mais il est aidé par Albert Dichy, spécialiste de Jean Genet. 
L'opéra est créé le 20 avril 2004 à l'Opéra national de Lyon, sous le direction de Bernard Kontarsky et mis en scène par Stanislas Nordey, avec Emannuel Clolus aux décors et Raoul Fernandez aux costumes. La première est montée en coproduction avec le Grand Théâtre de Genève et avec l'IRCAM pour la réalisation musicale, avec l'Orchestre national de Lyon et son Chœur. L'opéra est joué à partir du 19 avril 2004 à Genève pour huit représentations, et y fait l'objet d'un enregistrement, paru chez Sisyphe. Les représentations au Bâtiment des Forces motrices sont applaudies et appréciées par le public. 

## Description
Les Nègres est un opéra en trois actes d'une durée d'environ une heure et cinquante minutes, adaptée de l'ouvrage que Jean Genet qualifie de « clownerie ». L'intrigue met en scène des comédiens noirs qui répètent une tragédie classique face à d'autres comédiens noirs jouant des spectateurs blancs masqués ; le déroulement de la pièce raconte un crime et le jugement qui s'ensuit. Le récit de la pièce présente un rituel plaçant ces événements au cœur d'une « dénonciation antiraciste et anticoloniale ».
L'ouvrage s'inspire en certains endroits de l'opérette, notamment la musique de Jacques Offenbach, ainsi que le jazz et la musique de film. La partition intègre des claviers électroniques et la présence de sons modulés, et une ouverture que le compositeur met deux années à écrire. Celle-ci est composée de soixante voix réelles enregistrées et diffusées en parallèle des voix des chanteurs arrangées numériquement.

### Rôles
| Rôle                   | Voix          | Créateur                 |
| ---------------------- | ------------- | ------------------------ |
| Archibald              | basse         | Herbert Perry            |
| La Reine               | soprano       | Wendy Lori Brown         |
| Félicité               | contralto     | Bonito Hyman             |
| Bobo                   | mezzo-soprano | Lori Brown Mirabal       |
| Vertu                  | soprano       | Maureen Brathwaite       |
| Village                | baryton       | Hans Voschezang          |
| Djouf                  | haute-contre  | Fabricio di Falco        |
| Neige                  | soprano       | Timuke Olafimihan        |
| Le Missionnaire        | baryton       | Mark Coles               |
| Le Valet               | ténor         | Colenton Freeman         |
| Le Juge                | ténor         | Brian Green              |
| Le Gouverneur          | ténor         | David Lee Brewer         |
| Ville de Saint Nazaire | baryton       | Jean-Richard Fleurençois |

### Orchestration
- Vents : 3 flûtes, 3 clarinettes ;
- cuivres : 4 cors, 2 trompettes, 1 trombone, 1 tuba ;
- autre : 4 percussionnistes, 1 guitare électrique, 1 piano, 5 claviers électroniques ;
- cordes.

## Enregistrements
- Sisyphe, 2005, 2 CD, dir. Bernard Kontarsky, enregistré en avril 2004 à Genève[1].